# Harvard (Illinois)
Harvard – miasto w Stanach Zjednoczonych, w stanie Illinois, w hrabstwie McHenry.